# Miguel Marcos Madera
Míchel, właśc. Miguel Marcos Madera (ur. 8 listopada 1985 w Pola de Lena) – hiszpański piłkarz występujący na pozycji pomocnika.